# 遥か、彼方。
遥か、彼方。（はるか、かなた。）は、日本の女性アイドルグループである。タンバリンアーティスツ所属。楽曲提供はHOVERBOARD.inc。

## 沿革
同事務所の20周年を記念した合同オーディションにて、エントリー者約1200人の中から約半年のオーディションを経て2023年7月2日に渋谷チェルシーホテルにてプレデビュー。また同年10月15日に下北沢シャングリラで正式デビュー。

## メンバー
| 名前       | 読み            | 出身地 | 誕生日        | カラー   | 活動開始日     | 備考                          |
| ---------- | --------------- | ------ | ------------- | -------- | -------------- | ----------------------------- |
| 山下千晶   | やました ちあき | 東京都 | 2002年6月29日 | PURPLE   | 2023年4月23日  |                               |
| 松岡光希   | まつおか みつき | 千葉県 | 2003年4月20日 | YELLOW   | 2023年4月23日  |                               |
| 稲川玲     | いながわ れい   | 埼玉県 | 2009年6月25日 | GREEN    | 2023年12月16日 | 2025年6月22日をもって卒業予定 |
| 杉原莉夏   | すぎはら りな   | 茨城県 | 2001年5月8日  | WHITE    | 2023年12月16日 |                               |
| 小日向美海 | こひなた みみ   | 大阪府 | 2003年2月24日 | オレンジ | 2025年2月24日  |                               |

### 元メンバー
| 名前     | 読み            | 出身地   | 誕生日        | カラー    | 活動期間                       | 備考                       |
| -------- | --------------- | -------- | ------------- | --------- | ------------------------------ | -------------------------- |
| 月島える | つきしま える   | 神奈川県 | 2000年6月20日 | 緑        | 結成 - 2023年6月27日           | オーディション時は永音える |
| 星田舞花 |                 |          |               | 青        | 結成 - 2023年8月16日           |                            |
| 最上真凪 | もがみ もな     |          |               |           | 結成 - 2024年3月31日           | 元夢みるアドレセンス       |
| 高橋舞夏 | たかはし まいか | 東京都   | 8月20日       | ORANGE    | 結成 - 2024年11月30日          |                            |
| 城間梨来 | しろま りこ     | 沖縄県   | 12月9日       | NAVY BLUE | 2023年12月16日 - 2025年3月16日 | 2期                        |
| 廣川瑚春 | ひろかわ こはる | 埼玉県   | 2005年3月28日 | 青        | 2023年12月16日 - 2025年5月11日 | 2期                        |

## 楽曲
- 「キミと、夏休み。」 （作詞：岩野コウ 作曲：岩野コウ、加藤優希 編曲：加藤優希） （2023年8月14日 配信）
- 「ストローベリー。」 （作詞・作曲・編曲：Hiroya.T） （2023年8月14日 配信）
- 「senkou_hanabi」 （作詞：夏目嵐 作曲：夏目嵐、新Q 編曲：新Q） （2023年8月14日 配信）